# Klimeschiola philetella
Klimeschiola philetella är en fjärilsart som beskrevs av Hans Rebel 1916. Klimeschiola philetella ingår i släktet Klimeschiola och familjen mott. Inga underarter finns listade i Catalogue of Life.